# Beate Hartinger-Klein
 (juin 2018).
Si vous disposez d'ouvrages ou d'articles de référence ou si vous connaissez des sites web de qualité traitant du thème abordé ici, merci de compléter l'article en donnant les références utiles à sa vérifiabilité et en les liant à la section « Notes et références ».
Beate Hartinger-Klein, née le 9 septembre 1959 à Graz en Autriche, est une femme politique autrichienne, membre du Parti de la liberté d'Autriche. Elle est nommée ministre fédéral de Travail, des Affaires sociales, de la Santé et de la Protection des consommateurs du gouvernement Kurz I le 18 décembre 2017.